# Copa Interamericana 1968
La Copa Interamericana 1968 est la 1re édition de la Copa Interamericana. Cet affrontement oppose le club argentin d'Estudiantes de La Plata, vainqueur de la Copa Libertadores 1968 au Deportivo Toluca, club mexicain vainqueur de la Coupe des champions de la CONCACAF 1968.
Les rencontres ont lieu entre le 13 février 1969 et le 19 février 1969. En cas d'égalité de buts à l'issue des deux matchs, un match d'appui a lieu sur terrain neutre.
Les argentins de la Plata remportent la première édition de cette compétition en gagnant le match d'appui 3-0 qui faisait suite à leur match aller-retour qui s'était achevé sur le score cumulé de 3-3.

## Contexte
L'Estudiantes de La Plata se qualifie pour cette Copa Interamericana en gagnant la Copa Libertadores 1968 grâce à sa victoire obtenue en match d'appui lors de la finale jouée contre Palmeiras (2-1, 1-3 puis 2-0).
Pour sa part, le Deportivo Toluca a gagné la zone Amérique du Nord de la Coupe des champions de la CONCACAF 1968 en disposant en match aller-retour des New York Greek American (4-1 et 3-2). Toluca se qualifie pour la finale qu'il doit disputer contre le vainqueur de SV Transvaal-Aurora FC. Le match aller se termine sur le score de 1-1. À l'issue de celui-ci, les deux équipes sont disqualifiés (Aurora pour avoir causé une bagarre générale, le SV Transvaal pour avoir aligné des joueurs non qualifiés). Ainsi, Toluca est déclaré vainqueur de la compétition.

## Match aller
| 13 février 1969 | Deportivo Toluca | 1 – 2 | Estudiantes de La Plata      | Stade Azteca, Mexico  |                       |
|                 | Linares 21e      |       | 1re Conigliaro · 31e Bilardo | Arbitrage : C.Ruggero | Arbitrage : C.Ruggero |
|                 | Rapport          |       |                              | Arbitrage : C.Ruggero | Arbitrage : C.Ruggero |

| Deportivo Toluca :    |
| Florentino López (de) |
| José Vantolrá         |
| A.Solís               |
| Oreco                 |
| Jorge Arévalo         |
| Tomás Reynoso (de)    |
| Juan Dosal (es)       |
| Felipe Ruvalcaba      |
| Albino Morales        |
| Francisco Linares     |
| Vicente Pereda        |
| Entraîneur :          |
| Ignacio Trellez       |

| Estudiantes de La Plata :         |
| Alberto Poletti                   |
| Eduardo Luján Manera (es)         |
| Ramón Alberto Aguirre Suárez (es) |
| Raúl Madero (en)                  |
| Oscar Malbernat (es)              |
| Carlos Bilardo                    |
| Carlos Pachamé                    |
| Eduardo Flores                    |
| Felipe Ribaudo                    |
| Marcos Conigliaro                 |
| Juan Ramón Verón                  |
| Entraîneur :                      |
| Osvaldo Zubeldía (es)             |

## Match retour
| 19 février 1969 | Estudiantes de La Plata | 1 – 2 | Deportivo Toluca          | Stade Jorge Luis Hirschi, La Plata |                                |
|                 | Juan Ramón Verón 17e    |       | 33e Linares · 77e Morales | Arbitrage : José Dimas Larrosa     | Arbitrage : José Dimas Larrosa |
|                 | Rapport                 |       |                           | Arbitrage : José Dimas Larrosa     | Arbitrage : José Dimas Larrosa |

| Estudiantes de La Plata :         |
| Alberto Poletti                   |
| Eduardo Luján Manera (es)         |
| Ramón Alberto Aguirre Suárez (es) |
| Raúl Madero (en)                  |
| Oscar Malbernat (es)              |
| Carlos Bilardo                    |
| Carlos Pachamé                    |
| Eduardo Flores                    |
| Felipe Ribaudo                    |
| Marcos Conigliaro                 |
| Juan Ramón Verón                  |
| Entraîneur :                      |
| Osvaldo Zubeldía (es)             |

| Deportivo Toluca :    |
| Florentino López (de) |
| José Vantolrá         |
| A.Solís               |
| Oreco                 |
| Jorge Arévalo         |
| Tomás Reynoso (de)    |
| Jesús Roméro Reyes    |
| Albino Morales        |
| Juan Dosal (es)       |
| Francisco Linares     |
| Vicente Pereda        |
| Entraîneur :          |
| Ignacio Trellez       |

## Match d'appui
| 21 février 1969 | Estudiantes de La Plata                     | 3 – 0 | Deportivo Toluca | Stade Centenario, Montevideo |                      |
|                 | Flores 8e · Conigliaro 44e · Conigliaro 79e |       |                  | Arbitrage : C.Tejada         | Arbitrage : C.Tejada |
|                 | Rapport                                     |       |                  | Arbitrage : C.Tejada         | Arbitrage : C.Tejada |

| Estudiantes de La Plata :         |
| Alberto Poletti                   |
| Eduardo Luján Manera (es)         |
| Ramón Alberto Aguirre Suárez (es) |
| Raúl Madero (en)                  |
| Oscar Malbernat (es)              |
| Carlos Bilardo                    |
| Carlos Pachamé 62e                |
| Eduardo Flores                    |
| Felipe Ribaudo                    |
| Marcos Conigliaro                 |
| Juan Ramón Verón                  |
| Remplaçants :                     |
| Juan Echecopar (es)               |
| Entraîneur :                      |
| Osvaldo Zubeldía (es)             |

| Deportivo Toluca :     |
| Florentino López (de)  |
| José Vantolrá          |
| A.Solís                |
| Oreco                  |
| Jorge Arévalo          |
| Tomás Reynoso (de)     |
| Jesús Roméro Reyes 62e |
| Albino Morales         |
| Juan Dosal (es)        |
| Francisco Linares      |
| Vicente Pereda         |
| Entraîneur :           |
| Ignacio Trellez        |